# 阿塔尔隧道
阿塔尔隧道（原名罗唐隧道）是位于印度喜马偕尔邦列城至马纳利公路上的一条隧道，穿越喜马拉雅山脉比尔本贾尔岭的罗唐山口。以9.02千米的长度，成为世界上海拔10,000英尺（3,000）以上最长的公路隧道，并以前印度总理阿塔尔·比哈里·瓦杰帕伊命名 。
隧道建成后，节省了马纳利至杰朗的距离和行车时间60 km（37.3 mi）。隧道海拔3,100（10,171英尺），从而避免了原来的翻越海拔3,978（13,051英尺）的罗唐山口的，由于积雪去年仅通车4个月的旧路。隧道平行建设2.25米高、3.6米宽的紧急疏散隧道。

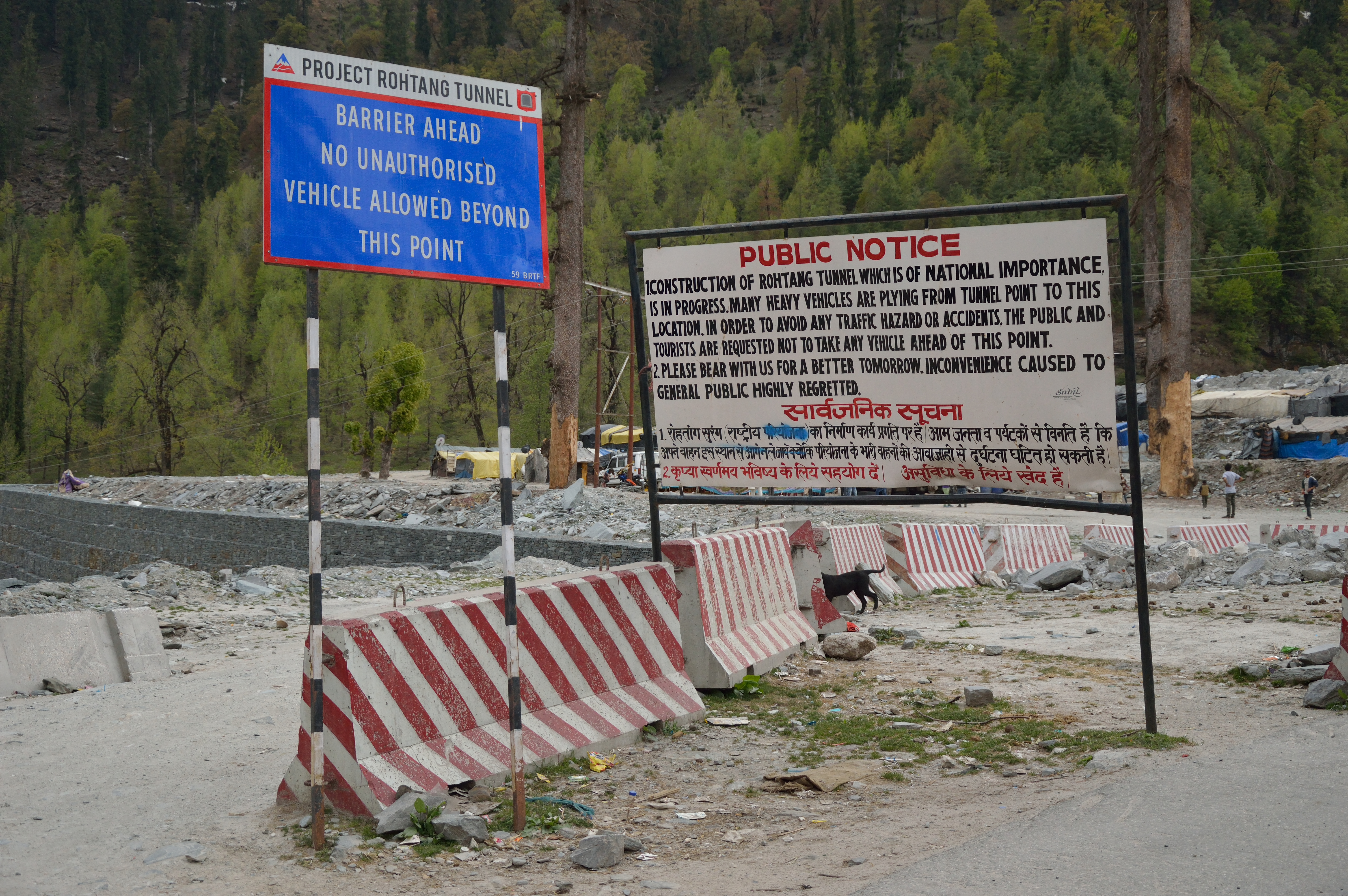
罗唐隧道项目的公式牌，在Palchan - Dhundi公路经过的Solang Valley

## 位置
罗唐隧道并不正好位于罗唐山口，而是在其西部。隧道南端在马纳利以北10公里、罗唐山口以南40公里的Palchan离开旧路向左转弯，穿过Solang村，10 km之后到Dhundi。隧道南端入口在Dhundi以北，跨过Chenab River支流Bhaga River，坐标32.3642°N，77.1330°E.
隧道北端点在Teling村附近的坐标32.4388°N, 77.1642°E与旧路交汇。即罗唐山口北侧的Gramphu村以西10 km处。

## 历史
1983年就提出此项目。印度总理阿塔尔·比哈里·瓦杰帕伊于2000年6月3日宣布启动项目，投资50亿印度卢比， 2006年5月6日印度边境道路局获得了项目合同, 2002年5月23日,瓦杰帕伊出席开工典礼。 但项目并未实际动工。随后的国大党政府任内，索尼娅·甘地在隧道南口再次宣布开工，投资修订为133.5亿卢比。预计2010年竣工。
但随后工程几乎无进展。2004年12月估计项目需耗资170亿卢比。2007年5月，项目转包给澳大利亚雪山工程公司，竣工日期为2014年。尽管2008年多次宣布工程开工，到2009年11月实际上什么都没做。
2009年9月，项目转给了印度孟买的Shapoorji Pallonji Group的AFCONS基础设施有限公司与德奥斯特拉巴格公司的风险项目联合体。在内阁安全委员会确认罗唐项目后，2010年6月28日在罗唐隧道南口正式开工。钻爆法掘进。
由于冬季降雪使得罗唐山口公路停运，因此每年只有4个月在隧道北口可以掘进施工。2012年1月，隧道掘进了2.5 km。2012年6月, 掘进了3.5 km。随后由于隧道进水（300万升/天）而进展缓慢，掘进速度从每天5m降到了0.5m。2013年8月8日，突发降雨山洪导致建设施工辅路的42名工人死亡。2013年10月，掘进了略超4 km。2013年10月17日，隧道北口约30 m顶棚坍塌导致停工。2014年9月掘进了4.4 km。2016年12月，掘进了7.6 km。2017年4月，掘进了7.8 km
最終於2020年10月7日完工通車。